# نبرد مدرن (مجموعه بازی)
نبرد مدرن (به انگلیسی: modern combat) از بازی‌های ویدئویی است. این بازی بسیار مشابه به بازی ندای وظیفه ۴: در بازی مبارزه پیشرفته ده مأموریت در محیط‌های متنوع با وظایف مختلف برای بازیکنان طراحی شده‌است دشمنان اصلی در بازی تروریست‌ها می‌باشند. این بازی امکان بازی آنلاین و چند نفره را دارا می‌باشد.

## بازی‌های ویدئویی
| سال  | بازی                         | پلت‌فرم‌ها                                                 |
| ---- | ---------------------------- | -------------------------------------------------------- |
| ۲۰۰۹ | نبرد مدرن: طوفان شن          | آی‌اواس، اندروید، وب او اس، بادا                          |
| ۲۰۱۰ | نبرد مدرن ۲: اسب بالدار سیاه | آی‌اواس، اندروید، سونی اریکسون اکس‌پریا پلی، بلک‌بری پلی‌بوک |
| ۲۰۱۱ | نبرد مدرن: سلطه              | شبکه پلی‌استیشن                                           |
| ۲۰۱۱ | نبرد مدرن ۳: ملت سقوط کرده   | آی‌اواس، اندروید بلک‌بری پلی‌بوک، بادا ۲٬۰                  |
| ۲۰۱۲ | نبرد ۴: ساعت صفر             | آی‌اواس، اندروید، بلک‌بری پلی‌بوک، ویندوز فون ۸, بلک‌بری ۱۰  |
| ۲۰۱۴ | نبرد مدرن ۵: خاموشی          | آی‌اواس، اندروید، ویندوز فون ۸, ویندوز ۸                  |